# Theres
Theres là một đô thị ở Haßberge bang Bavaria thuộc nước Đức.